# Bananer – bland annat...
Bananer – bland annat... är ett album av vissångaren Cornelis Vreeswijk inspelat vintern 1979/1980 och utgivet 1980 på skivbolaget a disc. Andra medverkande på albumet var gitarristen Conny Söderlund och basisten Owe Gustavsson.

## Låtlista
Sångerna är skrivna av Cornelis Vreeswijk om inte annat anges.

### Sida A
1. "The Bananrepubliken sång" (Elis Ellis/Cornelis Vreeswijk) – 2:28
2. "Samba för Pomperipossa" – 2:51
3. "Systemblues" – 3:44
4. "När det brinner i Lögnfabriken" – 2:49
5. "Syndomblues" – 3:06
6. "Blues för IRA" – 2:35
7. "Sist jag åkte jumbojet blues" – 3:23

### Sida B
1. "Blues för Victor Jara" – 2:45
2. "Blues för Almqvist" (Cornelis Vreeswijk/Carl Jonas Love Almqvist) – 1:26
3. "Blues för en arbetarekvinna som hängt sig" – 2:47
4. "Blues för Fatumeh" – 2:39
5. "Bruna bönor complet" (Chico Buarque de Hollanda/Cornelis Vreeswijk) – 3:10
6. "Blues för Macbeth" – 2:23
7. "En resa" – 2:20

### Bonusspår på CD-utgåvan
1. "Pamflett 68 (Vals för ingens hundar)" – 3:08
2. "Sambaliten" (Atahualpa Yupanki/Cornelis Vreeswijk) – 3:07

## Medverkande musiker
- Cornelis Vreeswijk – sång, gitarr
- Conny Söderlund – gitarr
- Owe Gustavsson – bas